# Sukkubus – Den Teufel im Leib
Sukkubus – Den Teufel im Leib (Alternativtitel: Sukkubus) ist ein deutscher Spielfilm aus dem Jahre 1989, der vom österreichischen Regisseur Georg Tressler inszeniert wurde. Es handelt sich dabei um einen dialogarmen Film, der eine Mischung aus Drama, Horror, Mystery und Sexploitation darstellt. Die Bezeichnung  Sukkubus steht für einen weiblichen Dämon. Die dem Film zugrundeliegende Sage heißt „Sennentuntschi“.

## Handlung
Der Film beginnt mit der Einblendung: „Eine Schweizer Sage erzählt von drei Hirten, die sich mit den Mächten des Bösen einließen und für ihren Frevel hart bestraft wurden.“ Zwei Hirten und ein junger Mann verbringen während der Zeit des Viehauftriebs mit ihrem Vieh längere Zeit auf einer abgeschiedenen Hütte in den Schweizer Alpen. Alle drei sind schlichte Gemüter, die zunächst gewissenhaft ihrer harten Arbeit nachgehen. Die Einsamkeit und die sexuelle Enthaltsamkeit führen jedoch bei den Männern zu einer Art Lagerkoller. Die Geilheit und Langeweile führen dazu, dass einer der Männer eine weibliche Puppe baut, um einen Fetisch zu haben. Als er eine Beschwörungsformel spricht, erwacht ein Tuch zum Leben und würgt ihn für kurze Zeit. Die Männer tun dies als Sinnestäuschung ab. Einer der älteren Männer versucht den jungen Mann sexuell zu belästigen, was der andere mit Gewalt verhindert. Der älteste der Männer versucht, Sitte und Anstand aufrechtzuerhalten, er beschützt den jungen und er flucht nicht. Doch auch der älteste ändert sich im Laufe der Zeit. Als die beiden älteren Männer sich betrunken an der Puppe vergehen, verwandelt sich diese in eine lebendige schöne Frau. Einer der Männer versucht sofort sie zu vergewaltigen und die Frau verwandelt sich zurück in die Puppe. Als die Männer am nächsten Morgen erwachen, sprechen sie das Thema nicht mehr an. Sie gehen davon aus, dass es sich um einen Traum gehandelt habe. Der junge Mann entdeckt auf der Weide die Frau wieder und kehrt wortlos und verstört in die Hütte zurück. Den anderen erzählt er nicht davon. Am nächsten Morgen erscheint sie allen. Einer der Männer versucht sie zu vergewaltigen, wird vom anderen aber daran gehindert. Danach überschlagen sich die Ereignisse: Die Männer, die zunächst versuchen, die Frau von einem Stier schänden zu lassen, ketten einen der Männer an die Hütte. Sie verfolgen die Frau, die von einer Klippe stürzt. Die Frau hat jedoch übersinnliche Kräfte, taucht gleich wieder auf und häutet den Gefesselten bei lebendigem Leibe. Die überlebenden Männer verschanzen sich die Nacht über in der Hütte und wollen am nächsten Tag die Alm verlassen. Die Frau taucht wieder auf und erdrosselt einen der Männer, der dies widerstandslos erduldet. Dann schlitzt sie ihn auf. Als sie dem jungen Mann gegenübersteht, bekreuzigt sich dieser und die Frau wird unsichtbar und verschwindet. Der junge Mann rennt in Panik hinunter ins Dorf. Die Männer aus dem Dorf besteigen die Alm, bauen eine weibliche Puppe und verbrennen diese, um den Fluch zu bannen.

## Produktionsnotizen
- Es war Georg Tresslers letzter Film.
- Im Jahre 2010 drehte Michael Steiner den Film Sennentuntschi, der die gleiche Sage zum Thema hat.

## Kritiken
„Auf einer abgelegenen Alm bilden zwei Männer und ein Junge aus Wurzelwerk und Lumpen ein Weib, das zum Leben erwacht und die Männer vernichtet, weil es der Teufel selbst ist. Auf eine Schweizer Sage zurückgehender archaisch geprägter Heimatfilm, der durch die verquaste Darstellung und mannigfaltige sexuelle Bezüge die Fantasie aufzuheizen versucht.“

## Belege
1. ↑  Sukkubus – Den Teufel im Leib. In: Lexikon des internationalen Films. Filmdienst, abgerufen am 26. Oktober 2016.